# Turcoaz (mineral)
Turcoazul, sau turcoaza, este un mineral albastru-verzui care este un fosfat hidratat al cuprului și aluminiului, ce are formula chimică CuAl6(PO4)4(OH)8·4H2O.
Este catalogat ca fiind o piatră prețioasă.

## Legături externe
- „Turcoază” la DEX online